# Låg tremastarblomma
Låg tremastarblomma (Tradescantia longipes) är en himmelsblomsväxtart som beskrevs av Edgar Shannon Anderson och Robert Everard Woodson. Tradescantia longipes ingår i släktet båtblommor, och familjen himmelsblomsväxter. Inga underarter finns listade.